# Philodina morigera
Philodina morigera är en hjuldjursart som beskrevs av Donner 1949. Philodina morigera ingår i släktet Philodina och familjen Philodinidae. Inga underarter finns listade i Catalogue of Life.